# Argélia nos Jogos Olímpicos
A Argélia participou de 14 edições dos Jogos Olímpicos de Verão, tendo sua melhor atuação de medalhas de ouro na edição de 1996 e de medalhas em geral nos de 2000; nos Jogos Olímpicos de Inverno o país possuí 3 participações e não conquistou nenhuma medalha.

## Jogos Olímpicos de Verão

### Quadro de medalhas
| Jogos                 | Número de atletas | Ouro           | Prata          | Bronze         | Total          | Classificação geral |                |
| 1896 Atenas           | não participou    | não participou | não participou | não participou | não participou | não participou      | não participou |
| 1900 Paris            | não participou    | não participou | não participou | não participou | não participou | não participou      | não participou |
| 1904 St. Louis        | não participou    | não participou | não participou | não participou | não participou | não participou      | não participou |
| 1908 Londres          | não participou    | não participou | não participou | não participou | não participou | não participou      | não participou |
| 1912 Estocolmo        | não participou    | não participou | não participou | não participou | não participou | não participou      | não participou |
| 1920 Antuérpia        | não participou    | não participou | não participou | não participou | não participou | não participou      | não participou |
| 1924 Paris            | não participou    | não participou | não participou | não participou | não participou | não participou      | não participou |
| 1928 Amsterdã         | não participou    | não participou | não participou | não participou | não participou | não participou      | não participou |
| 1932 Los Angeles      | não participou    | não participou | não participou | não participou | não participou | não participou      | não participou |
| 1936 Berlim           | não participou    | não participou | não participou | não participou | não participou | não participou      | não participou |
| 1948 Londres          | não participou    | não participou | não participou | não participou | não participou | não participou      | não participou |
| 1952 Helsinque        | não participou    | não participou | não participou | não participou | não participou | não participou      | não participou |
| 1956 Melbourne        | não participou    | não participou | não participou | não participou | não participou | não participou      | não participou |
| 1960 Roma             | não participou    | não participou | não participou | não participou | não participou | não participou      | não participou |
| 1964 Tóquio           | 1                 | 0              | 0              | 0              | 0              | –                   |                |
| 1968 Cidade do México | 3                 | 0              | 0              | 0              | 0              | –                   |                |
| 1972 Munique          | 5                 | 0              | 0              | 0              | 0              | –                   |                |
| 1976 Montreal         | não participou    | não participou | não participou | não participou | não participou | não participou      | não participou |
| 1980 Moscou           | 54                | 0              | 0              | 0              | 0              | –                   |                |
| 1984 Los Angeles      | 33                | 0              | 0              | 2              | 2              | 42º                 |                |
| 1988 Seul             | 42                | 0              | 0              | 0              | 0              | –                   |                |
| 1992 Barcelona        | 35                | 1              | 0              | 1              | 2              | 34º                 |                |
| 1996 Atlanta          | 45                | 2              | 0              | 1              | 3              | 34º                 |                |
| 2000 Sydney           | 47                | 1              | 1              | 3              | 5              | 41º                 |                |
| 2004 Atenas           | 61                | 0              | 0              | 0              | 0              | –                   |                |
| 2008 Pequim           | 56                | 0              | 1              | 1              | 2              | 64º                 |                |
| 2012 Londres          | 38                | 1              | 0              | 0              | 1              | 50º                 |                |
| 2016 Rio de Janeiro   | 66                | 0              | 2              | 0              | 2              | 62º                 |                |
| 2020 Tóquio           | 41                | 0              | 0              | 0              | 0              | –                   |                |
| Total                 | 486               | 5              | 4              | 8              | 17             |                     |                |

### Medalhas por esporte
| Esporte   | Ouro | Prata | Bronze | Total |
| Atletismo | 4    | 3     | 2      | 9     |
| Boxe      | 1    | 0     | 5      | 6     |
| Judô      | 0    | 1     | 1      | 2     |
| Total     | 5    | 4     | 8      | 17    |

### Lista de medalhas
| Medalha | Atleta              | Jogos               | Esporte   | Categoria                           |
| ------- | ------------------- | ------------------- | --------- | ----------------------------------- |
| bronze  | Mustapha Moussa     | 1984 Los Angeles    | Boxe      | Masculino - peso meio-pesado        |
| bronze  | Mohamed Zaoui       | 1984 Los Angeles    | Boxe      | Masculino - peso médio              |
| ouro    | Hassiba Boulmerka   | 1992 Barcelona      | Atletismo | Feminino - 1500 m                   |
| bronze  | Hocine Soltani      | 1992 Barcelona      | Boxe      | Masculino - peso pena               |
| ouro    | Noureddine Morceli  | 1996 Atlanta        | Atletismo | Masculino - 1500 m                  |
| ouro    | Hocine Soltani      | 1996 Atlanta        | Boxe      | Masculino - peso leve               |
| bronze  | Mohamed Bahari      | 1996 Atlanta        | Boxe      | Masculino - peso médio              |
| ouro    | Nouria Mérah-Benida | 2000 Sydney         | Atletismo | Feminino - 1500 m                   |
| prata   | Ali Saïdi-Sief      | 2000 Sydney         | Atletismo | Masculino - 5000 m                  |
| bronze  | Abderrahmane Hammad | 2000 Sydney         | Atletismo | Masculino - salto em altura         |
| bronze  | Djabir Saïd-Guerni  | 2000 Sydney         | Atletismo | Masculino - 800 m                   |
| bronze  | Mohamed Allalou     | 2000 Sydney         | Boxe      | Masculino - peso meio-médio-ligeiro |
| prata   | Amar Benikhlef      | 2008 Pequim         | Judô      | Masculino - até 90 kg               |
| bronze  | Soraya Haddad       | 2008 Pequim         | Judô      | Feminino - até 52 kg                |
| ouro    | Taoufik Makhloufi   | 2012 Londres        | Atletismo | Masculino - 1500 m                  |
| prata   | Taoufik Makhloufi   | 2016 Rio de Janeiro | Atletismo | Masculino - 800 m                   |
| prata   | Taoufik Makhloufi   | 2016 Rio de Janeiro | Atletismo | Masculino - 1500 m                  |

## Jogos Olímpicos de Inverno

### Quadro de medalhas
| Jogos                       | Número de atletas | Ouro           | Prata          | Bronze         | Total          | Classificação geral |                |
| 1924 Chamonix               | não participou    | não participou | não participou | não participou | não participou | não participou      | não participou |
| 1928 Saint-Moritz           | não participou    | não participou | não participou | não participou | não participou | não participou      | não participou |
| 1932 Lake Placid            | não participou    | não participou | não participou | não participou | não participou | não participou      | não participou |
| 1936 Garmisch-Partenkirchen | não participou    | não participou | não participou | não participou | não participou | não participou      | não participou |
| 1948 Saint-Moritz           | não participou    | não participou | não participou | não participou | não participou | não participou      | não participou |
| 1952 Oslo                   | não participou    | não participou | não participou | não participou | não participou | não participou      | não participou |
| 1956 Cortina d'Ampezzo      | não participou    | não participou | não participou | não participou | não participou | não participou      | não participou |
| 1960 Squaw Valley           | não participou    | não participou | não participou | não participou | não participou | não participou      | não participou |
| 1964 Innsbruck              | não participou    | não participou | não participou | não participou | não participou | não participou      | não participou |
| 1968 Grenoble               | não participou    | não participou | não participou | não participou | não participou | não participou      | não participou |
| 1972 Sapporo                | não participou    | não participou | não participou | não participou | não participou | não participou      | não participou |
| 1976 Innsbruck              | não participou    | não participou | não participou | não participou | não participou | não participou      | não participou |
| 1980 Lake Placid            | não participou    | não participou | não participou | não participou | não participou | não participou      | não participou |
| 1984 Sarajevo               | não participou    | não participou | não participou | não participou | não participou | não participou      | não participou |
| 1988 Calgary                | não participou    | não participou | não participou | não participou | não participou | não participou      | não participou |
| 1992 Albertville            | 4                 | 0              | 0              | 0              | 0              | –                   |                |
| 1994 Lillehammer            | não participou    | não participou | não participou | não participou | não participou | não participou      | não participou |
| 1998 Nagano                 | não participou    | não participou | não participou | não participou | não participou | não participou      | não participou |
| 2002 Salt Lake City         | não participou    | não participou | não participou | não participou | não participou | não participou      | não participou |
| 2006 Turim                  | 2                 | 0              | 0              | 0              | 0              | –                   |                |
| 2010 Vancouver              | 1                 | 0              | 0              | 0              | 0              | –                   |                |
| 2014 Sóchi                  | não participou    | não participou | não participou | não participou | não participou | não participou      | não participou |
| 2018 PyeongChang            | não participou    | não participou | não participou | não participou | não participou | não participou      | não participou |
| Total                       | 7                 | 0              | 0              | 0              | 0              |                     |                |